# Mieczysław Sroka

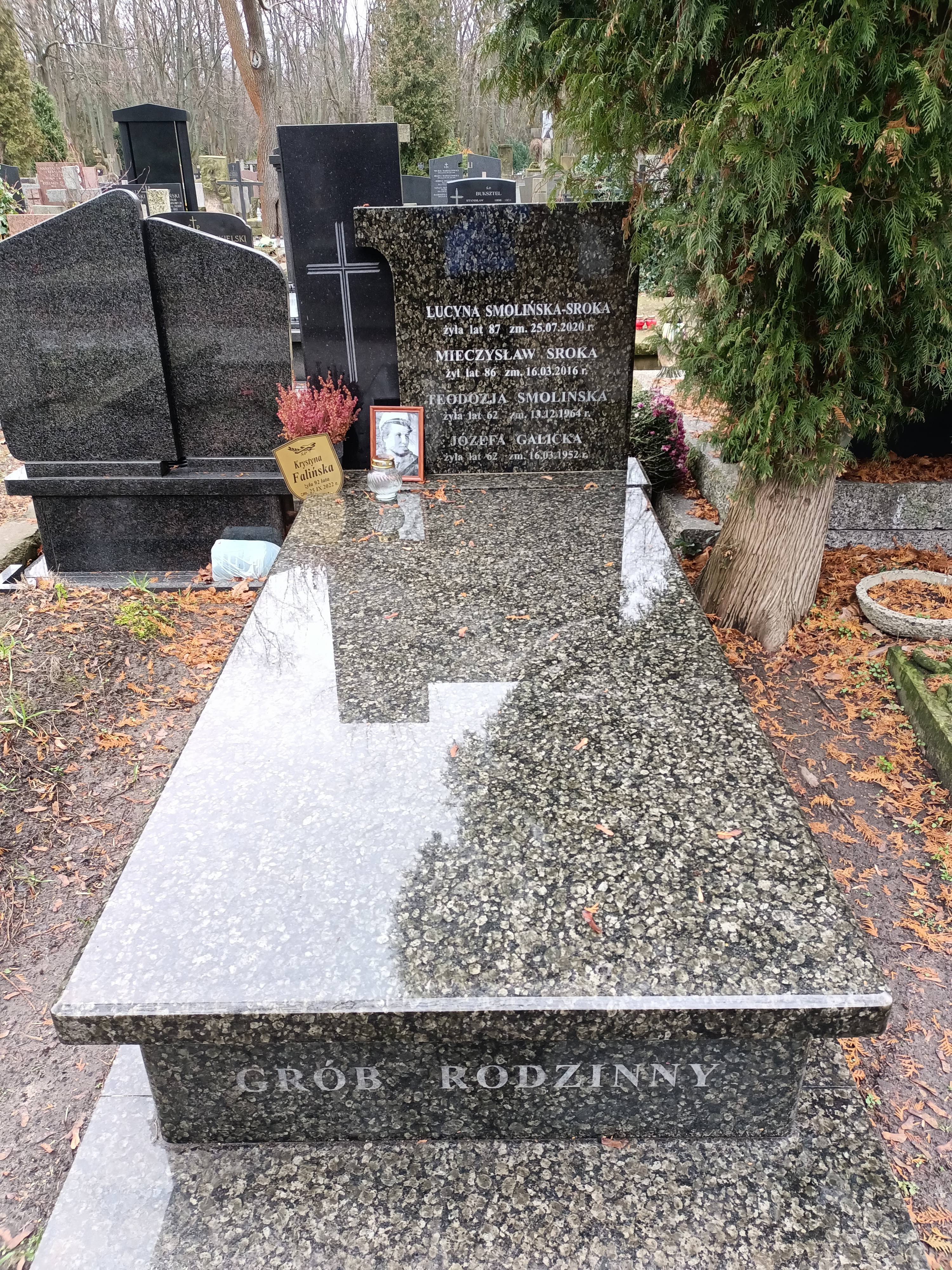
Grób Mieczysława Sroki i Lucyny Smolińskiej-Sroki na Cmentarzu Powązkowskim

Mieczysław Sroka (ur. 9 czerwca 1929, zm. 16 marca 2016) – polski scenarzysta i reżyser filmów dokumentalnych oraz tłumacz. Większość ze swoich filmów zrealizował wspólnie z żoną Lucyną Smolińską.

## Życiorys
Ukończył studia na Wydziale Prawa i na Wydziale Humanistycznym (socjologia) Uniwersytetu Poznańskiego (1952). W 1971 roku uzyskał stopień doktora filozofii na Uniwersytecie Warszawskim. W latach 1977–1980 był zastępcą redaktora naczelnego Wydawnictwa Interpress. W latach 1957–1961 wiceprezes Klubu Krzywego Koła.
Pochowany na Starych Powązkach w Warszawie.

## Filmografia
- 2009: Zapaliłem świeczkę na swoim grobie... (film dokumentalny, fabularyzowany) – reżyseria i scenariusz
- 2008: Po latach niewoli wstaje Polska...1914-1918 (film dokumentalny, fabularyzowany) – reżyseria i scenariusz
- 2007: Góralskie bajania (film dokumentalny) – reżyseria i scenariusz
- 2006: Jego imię Polska: Tadeusz Kościuszko (film dokumentalny) – reżyseria i scenariusz
- 2006: Stanisława Brzozowskiego życie wśród skorpionów (film dokumentalny) – reżyseria i scenariusz
- 2006: W cieniu zapomnienia (film dokumentalny) – reżyseria i scenariusz
- 2005: Muzyczka mi grała: Tadeusz Sygietyński (film dokumentalny) – reżyseria i scenariusz
- 2005: Opowieść o Jaśku Karpielu Bułecce (film dokumentalny) – reżyseria i scenariusz
- 2005: Stefana Żeromskiego dusza rozdarta (film dokumentalny) – reżyseria i scenariusz
- 2004: Opowieść o Aleksandrze Kamińskim (film dokumentalny) – reżyseria i scenariusz
- 2004: Portret z rodziną w tle: Władysław Grabski  (film dokumentalny) – reżyseria i scenariusz
- 2003: In memoriam: Gen. Władysław Sikorki – żołnierz i polityk  (film dokumentalny) – reżyseria
- 2002: U pana Prusa w Nałęczowie (film dokumentalny z cyklu Podróże literackie) – reżyseria i scenariusz
- 2001: Rody góralskie (cykl dokumentalny) – reżyseria i scenariusz
- 2000: Życie moje skrętami bieży (film dokumentalny) – reżyseria i scenariusz
- 2000: Będzie wciąż ogromniał (film dokumentalny) – reżyseria i scenariusz
- 2000: U Marii Konopnickiej w Żarnowcu (film dokumentalny z cyklu Podróże literackie) – reżyseria i scenariusz
- 1999: Na plebanii w Wyszkowie 1920 (film dokumentalny, fabularyzowany) – reżyseria i scenariusz
- 1998: Siłaczka: Faustyna Morzycka (film dokumentalny) – reżyseria i scenariusz
- 1998: Citta Belissima: Stanisław Witkiewicz w Lovranie (film dokumentalny) – reżyseria
- 1997: Kwiaty z Zalipia (film dokumentalny) – reżyseria i scenariusz
- 1997: Nadwiślańskie Soplicowo (film dokumentalny) – reżyseria i scenariusz
- 1997: Stanisław Witkiewicz: Malarz (film dokumentalny) – reżyseria i scenariusz
- 1997: Tatrzańskie sacrum (film dokumentalny) – reżyseria i scenariusz
- 1996: Ujek: Józef Krzeptowski (film dokumentalny) – reżyseria i scenariusz
- 1995: Karnawał góralski (film dokumentalny) – reżyseria i scenariusz
- 1995: W Oblęgorku Henryka Sienkiewicza (film dokumentalny z cyklu Podróże literackie) – reżyseria i scenariusz
- 1995: Staszka Jopka portret śpiewem malowany (film dokumentalny) – reżyseria i scenariusz
- 1995: Strażnik skarbów Tatr i Podtatrza (film dokumentalny) – reżyseria i scenariusz
- 1995: Wstań Polsko moja! (film dokumentalny) – reżyseria i scenariusz
- 1994: U pana Kornela w Zakopanym (film dokumentalny z cyklu Podróże literackie) – reżyseria i scenariusz
- 1994: Na harendzie Jana Kasprowicza (film dokumentalny z cyklu Podróże literackie) – reżyseria i scenariusz
- 1994: Sabałowe bajania (film dokumentalny) – reżyseria
- 1994: Sabała (film dokumentalny) – scenariusz
- 1990: Jestem biedny wyrzutkiem: Jan Stanisław Kubary (film dokumentalny, fabularyzowany) – reżyseria i scenariusz
- 1989: Qui Vivra Verra... Kto przeżyje zobaczy  (film fabularny, telewizyjny) – reżyseria i scenariusz
- 1988: Ja, który mam podwójne życie...czyli dylemat Josepha Conrada (film dokumentalny) – reżyseria i scenariusz
- 1988: Grande Edukator (Ignacy Domeyko) (film dokumentalny, fabularyzowany) – reżyseria i scenariusz
- 1988: Muzeum Tatrzańskie (film dokumentalny) – reżyseria i scenariusz
- 1987: Książę astronomów (film dokumentalny) – reżyseria i scenariusz
- 1987: Olbrzym (film dokumentalny) – reżyseria i scenariusz
- 1987: Wielcy animatorzy (film dokumentalny) – reżyseria i scenariusz
- 1986: Riviera kwarneńska (film dokumentalny) – reżyseria i scenariusz
- 1986: Walczący samotnik (Stanisław Witkiewicz) (film dokumentalny) – reżyseria i scenariusz
- 1984: Warszawski panteon (film dokumentalny) – reżyseria
- 1983: Czyliż niema dla Polski ratunku – Stanisław Staszic (film dokumentalny) – reżyseria i scenariusz
- 1983: Na odsiecz Wiedniowi (film dokumentalny, fabularyzowany) – reżyseria i scenariusz
- 1980: Mira (film dokumentalny) – reżyseria i scenariusz
- 1980: Powstanie Listopadowe. 1830-1831 (film dokumentalny, fabularyzowany) – scenariusz
- 1979: Racławice. 1794 (film dokumentalny, fabularyzowany) – reżyseria i scenariusz
- 1978: Nie rzucim ziemi (film dokumentalny) – reżyseria i scenariusz
- 1978: Somosierra. 1808 (film dokumentalny, fabularyzowany) – reżyseria i scenariusz
- 1978: Eugeniusz Kwiatkowski (film dokumentalny z cyklu Wielcy znani i nieuznani) – reżyseria i scenariusz
- 1977: Pomnik dla księcia (film dokumentalny) – reżyseria i scenariusz
- 1977: Raszyn. 1809 (film dokumentalny, fabularyzowany) – reżyseria i scenariusz
- 1975: Tak bardzo bali się legendy o nim... (film dokumentalny) – reżyseria i scenariusz
- 1973: Bergamo – miasto muzeum (film dokumentalny) – reżyseria i scenariusz
- 1973: Francesco Nullo (film dokumentalny) – reżyseria i scenariusz
- 1973: Nicolao Copernico Grata Patria (film dokumentalny) – reżyseria i scenariusz
- 1972: Polski Prometeusz: Ignacy Łukasiewicz (film dokumentalny z cyklu Wielcy znani i nieuznani) – reżyseria i scenariusz
- 1972: Polski Ikar: Czesław Tański (film dokumentalny z cyklu Wielcy znani i nieuznani) – reżyseria i scenariusz
- 1972: Solarzowa szkoła życia (film dokumentalny z cyklu Wielcy znani i nieuznani) – reżyseria i scenariusz
- 1972: Wracam do domu (film dokumentalny z cyklu Wielcy znani i nieuznani) – reżyseria i scenariusz
- 1972: Wilczy szaniec (film dokumentalny) – reżyseria i scenariusz
- 1971: Chciałem by Warszawa była wielka... (film dokumentalny) – reżyseria i scenariusz
- 1971: Niezwykły życiorys (film dokumentalny) – reżyseria i scenariusz
- 1971: Twardowski – prawda i legenda (film dokumentalny) – reżyseria i scenariusz

## Nagrody i wyróżnienia[3]
- 1978: Nagroda Przewodniczącego Komitetu ds. Radia i Telewizji zespołowa I stopnia za filmy telewizyjne o wybitnej wartości ideowej i wychowawczej (wspólnie z Lucyną Smolińską),
- 1980: "Złoty Ekran 79" za całokształt twórczości (wspólnie z Lucyną Smolińską),
- 1987: Złoty Ekran (przyznawany przez pismo "Ekran") w kategorii: Film dokumentalny i reportaż; za rok 1986 (za film: Walczący samotnik (Stanisław Witkiewicz))
- 2015: Statuetka Filmowego Ziemowita na IV Przeglądzie Filmów Edukacyjnych "Człowiek w poszukiwaniu wartości" w Kielcach (wspólnie z Lucyną Smolińską)

## Publikacje
- Światopogląd Dobrolubowa / W. Krużkow ; [tł. Eugeniusz Kuszko (1907-1984) ; wiersze przeł. Robert Stiller (1928-2016) ; red. Mieczysław Sroka]  (1929-2016) ; Instytut Filozofii Rosyjskiej Akademii Nauk. Warszawa : Książka i Wiedza, 1955. 577, [3] s., [1] k. tabl. : err. ; 22 cm.[4]
- Idee : wstęp do filozofii dojrzałości dziejowej / Stanisław Brzozowski ; wstępem poprzedził Andrzej Walicki ; [oprac. tekstu nota wydawcy, indeks Stefan Góra ; przygotowanie wersji rękopiśmiennych Mieczysław Sroka i S. Góra]. Kraków : Wydaw. Literackie, 1990. 641, [2] s. ; 20 cm.[5]